# Porta Altinate
 (juin 2022).
Si vous disposez d'ouvrages ou d'articles de référence ou si vous connaissez des sites web de qualité traitant du thème abordé ici, merci de compléter l'article en donnant les références utiles à sa vérifiabilité et en les liant à la section « Notes et références ».
La Porta Altinate ou Porta di Ponte Altinà était l'une des quatre entrées « royales » qui s'ouvraient sur les murs communaux de Padoue. La porte s'élève sur la première pile du Ponte Altinate romain - aujourd'hui non visible - qui traverse le Naviglio Interno enterré dans les années 1960 pour faire place à la Via Riviera dei Ponti Romani. La porte et le pont (ainsi que le quartier suivant) tirent leur nom d'Altino, la ville vers laquelle se dirigeait la route à laquelle ils donnaient accès. Aujourd'hui, la porte est un passage piéton populaire vers la Piazza dei Noli, aujourd'hui Garibaldi.

## Histoire
Le bâtiment, peut-être du XIIe siècle - des dates plus anciennes ont été proposées - a été conquis et incendié en 1256 par les croisés qui luttaient contre Ezzelino III da Romano (le fait est mentionné dans une plaque de Carlo Leoni) puis restauré en 1286. La porte est constituée d'une sorte d'arc de triomphe élevé en pierre - l'arc extérieur est décoré à l'imitation des anciennes entrées - surmonté d'une tour en brique, aujourd'hui dépourvue de la partie supérieure, déjà disparue au XVIIe siècle. Sous la porte, à droite, se trouve le Monument à Alvise Pisani qui fut Capitaine de Padoue de 1686 à 1687 et plus tard Doge de la République de Venise ; le monument de style baroque a été commandé par le Collège des étudiants artistes de l'Université de Padoue (avec le Lion de saint Marc ciselé à l'époque napoléonienne). Les murailles qui se déploient sur les côtés sont les courts pans de l'enceinte de la ville épargnés par les démolitions réalisées entre les années 1860 et 1870.

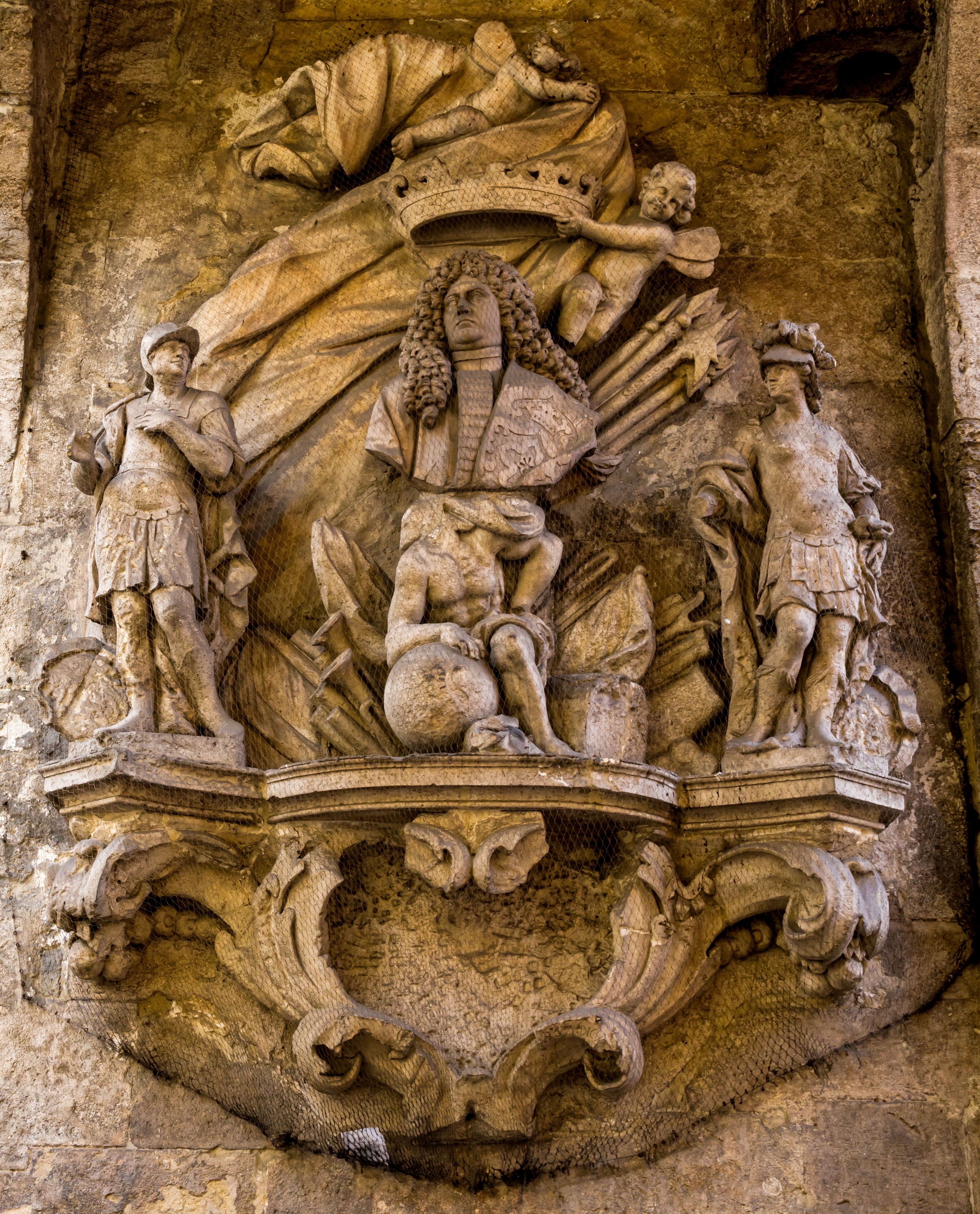
Le monument à Alvise Pisani.